# Лотц, Кейти
Кейти Лотц (англ. Caity Lotz, род. 30 декабря 1986) — американская актриса и танцовщица. 

## Биография
Кейти родилась в Сан-Диего, Калифорния, и начала свою карьеру в качестве танцовщицы, также была солисткой в немецкой группе SOCCX, прежде чем переместиться на телевидение с второстепенной ролью в сериале «Безумцы» в 2010 году. Она снялась в комедийном сериале «Долина смерти» в 2011 году, а также сыграла главную роль в фильме «Пакт» (2012). В 2013 году Лотц получила роль Сары Лэнс /Белой Канарейки в сериале The CW «Стрела». В 2015 году продолжила играть Канарейку в сериале «Легенды завтрашнего дня». 20 апреля 2024 года в своих соц сетях Кейти объявила о том, что они ждут пополнение .

## Фильмография

### Фильмы
| Год  | Название на русском              | Название на английском      | Роль          | Примечания |
| ---- | -------------------------------- | --------------------------- | ------------- | --- |
| 2006 | Добейся успеха 3: Всё или ничего | Bring It On: All or Nothing | Чирлидер      | Direct-to-video |
| 2012 | Пакт                             | The Pact                    | Энни          | |
| 2012 | Холодная и гадкая                | Cold & Ugly                 | Таня          | Короткометражный фильм |
| 2013 | Машина                           | The Machine                 | Эва           | Toronto After Dark Film Festival Award за лучшую женскую роль Номинация — Премия британского независимого кино за самый многообещающий дебют |
| 2013 | Короли танцпола                  | Battle of the Year          | Стейси        | |
| 2013 | Жизнь в Лисьей норе              | Live at the Foxes Den       | Сьюзан Хадсон | |
| 2014 | Пакт 2                           | The Pact 2                  | Энни          | |
| 2015 | 400 дней                         | 400 Days                    | Эмили         | |
| 2017 | Преступление в маленьком городе  | Small Town Crime            | Хайди         | |

### Телевидение
| Год        | Название на русском           | Название на английском   | Роль                                    | Примечания                                                                         |
| ---------- | ----------------------------- | ------------------------ | --------------------------------------- | ---------------------------------------------------------------------------------- |
| 2010       | Закон и порядок: Лос-Анджелес | Law & Order: Los Angeles | Эми Рейнольдс                           | Эпизод: «Harbor City»                                                              |
| 2010, 2014 | Безумцы                       | Mad Men                  | Стефани                                 | 4 эпизода                                                                          |
| 2011       | Долина смерти                 | Death Valley             | Офицер Кирстен Лэндри                   | Регулярная роль, 11 эпизодов                                                       |
| 2012       | Спецназ: Сан-Диего            | NTSF:SD:SUV::            | Мэри                                    | Эпизод: «Lights, Camera, Assassination»                                            |
| 2013—2020  | Стрела                        | Arrow                    | Сара Лэнс / Канарейка / Белая канарейка | 38 эпизодов Повторяющаяся роль (сезоны 2—4) Специальная гостевая роль (сезоны 5—8) |
| 2014       | Сталкер                       | Stalker                  | Мелисса Барнс                           | Эпизод: «Love Is a Battlefield»                                                    |
| 2016—2022  | Легенды завтрашнего дня       | Legend of Tomorrow       | Сара Лэнс / Белая канарейка             | Основной состав                                                                    |
| 2016—2019  | Флэш                          | The Flash                | Сара Лэнс / Белая канарейка             | Эпизод: «Invasion!»                                                                |
| 2017—2019  | Супергёрл                     | Supergirl                | Сара Лэнс / Белая канарейка             | Эпизод: «Кризис на Земле-X, часть 1»                                               |
| 2019       | Бэтвумен                      | Batwomen                 | Сара Лэнс / Белая канарейка             |                                                                                    |